# Distretto di Paramonga
Il distretto di Paramonga è uno dei cinque distretti della provincia di Barranca, in Perù. 
Si trova nella regione di Lima e si estende su una superficie di 414,08 chilometri quadrati.
Istituito il 23 novembre 1976, ha per capoluogo la città di Paramonga.